# Soufiane Eddyani
Soufiane Eddyani (Antwerpen, 28 oktober 1998) is een Marokkaans-Belgische rapper, zanger en songwriter. De videoclips van zijn eerste singles werden via YouTube miljoenen malen bekeken, waarbij God vergeef me in de Nederlandse Single Top 100 belandde. Inmiddels is god vergeef me meer dan 19 miljoen keer bekeken. Enkele maanden na zijn debuut trad hij op voor het Nederlandse hiphopplatform 101Barz van BNN. Deze sessie is op heden meer dan negen miljoen keer bekeken.

## Biografie
Eddyani is afkomstig uit Antwerpen. Nadat hij in 2016 zijn school (secundair) via de middenjury afmaakte, koos hij voor een carrière als rapper; hij was toen zeventien jaar oud. Hij wil muziek brengen met een boodschap. Met deze keuze wil hij weer aandacht opvragen voor doordachte rap, iets wat de straatrap naar zijn mening ontbeert. In zijn teksten rapt hij daarom niet over drank, drugs en dure auto's, maar probeert hij jongeren wakker te schudden om niet rond te hangen op straat en hun leven te verpesten. Zelf hing hij vroeger ook op straat rond, hoewel zijn ouders hem daarvoor waarschuwden. Hierdoor haalde hij "stommiteiten" uit waarvoor hij liever de tijd had willen kunnen terugdraaien.
Zijn debuut bereidde hij maandenlang voor. In juni 2016 maakte hij hem met het nummer Terug in de tijd dat hij begeleidde met een videoclip. Het kwam uit via YouTube en Spotify. Het betekende een vliegende start met meer dan 460.000 kijkers in drie maanden tijd. Een maand later overschreed het de streep van één miljoen views.
In september 2016 bracht hij de opvolger uit, God vergeef me, die in zes dagen tijd 370.000 maal werd bekeken. Een maand later was de videoclip op YouTube inmiddels meer dan twee miljoen maal bekeken. Terwijl de single nog op de tippositie stond van de Vlaamse hitlijst Ultratop 50, was hij ook al onder de aandacht gekomen van hiphopfans in Nederland, waar het op nummer 55 van de Single Top 100 binnen was gekomen.
Medio september 2016 maakte hij zijn debuut bij het Nederlandse hiphop-platform 101Barz van BNN. De sessie die hij daar gaf werd miljoenen malen bekeken.

## Opspraak
In 2019 droeg Eddyani het nummer Amigo op aan een vriend van hem die vastzat voor het verkrachten en prostitueren van een 15-jarig meisje, wat werd veroordeeld door onder anderen twee politici. Onderdeel van de liedtekst was de zin "Bandito van de quartier zit nu daarbinnen achter tralies, werd gepakt door het systeem". 
In 2023 werd Eddyani aangehouden in een onderzoek naar zedenfeiten.
Eind juli 2024 werd Eddyani veroordeeld tot vijf jaar cel voor de verkrachting van 2 minderjarige meisjes.

## Singles
Singles
| Jaar | Singles               |
| ---- | --------------------- |
| 2016 | Terug in de tijd      |
| 2016 | God vergeef me        |
| 2017 | Een dief als broer    |
| 2017 | ZINA                  |
| 2017 | Tranquille, met Ali B |
| 2018 | SLIMME JONGEN         |
| 2018 | MAMACITA              |
| 2019 | AMIGO, met Mula B     |
| 2020 | EEN KANS              |
| 2020 | MARADON               |
| 2021 | HANDELEN              |
| 2021 | BONNIE&CLIDE          |
| 2023 | GEEF GEEN FUCK        |
| 2023 | NAWIE NDIHA           |

Samenwerkingen
- 2017 : Tranquille van Ali B en Soufiane Eddyani
- 2017 : Marokko van Ismo, Lijpe, Mocromaniac en Soufiane Eddyani
- 2018 : Amsterdam Marrakech van Chawki, Ali B en Soufiane Eddyani
- 2018 : Karima van Oualid, Clandistino en Soufiane Eddyani
- 2018 : Zombie van Kosso en Soufiane Eddyani
- 2019 : Amigo van Mula B en Soufiane Eddyani
- 2019 : Maffia van Lijpe en Soufiane Eddyani
- 2019 : Goulou' l'mama van Oualid en Soufiane Eddyani
- 2023 : Dima Maghreb van Skiezo en Soufiane Eddyani